# Bates Motel (5.ª temporada)
A quinta e última temporada de Bates Motel estreou em 20 de fevereiro de 2017 e terminou em 24 de abril de 2017. A temporada consistiu em 10 episódios e foi ao ar às segundas-feiras às 22h no A&E. A série em si é descrita como um "prequel contemporâneo" do filme Psycho de 1960, segue a vida de Norman Bates e sua mãe Norma antes dos eventos retratados no filme de Alfred Hitchcock. No entanto, a temporada final da série adapta fracamente o enredo de Psycho. A série se passa na cidade fictícia de White Pine Bay, Oregon. A temporada foi lançada em Blu-ray e DVD em 19 de setembro de 2017.

## Elenco e personagens

### Principal
- Vera Farmiga como Norma Bates
- Freddie Highmore como Norman Bates
- Max Thieriot como Dylan Massett
- Olivia Cooke como Emma Decody
- Nestor Carbonell como Alex Romero

### Convidada especial
- Rihanna como Marion Crane

### Recorrente
- Kenny Johnson como Caleb Calhoun
- Ryan Hurst como Chick Hogan
- Brooke Smith como Jane Greene
- Isabelle McNally como Madeleine Loomis
- Austin Nichols como Sam Loomis
- Jillian Fargey como Maggie Summers
- Damon Gupton como Dr. Gregg Edwards
- Natalia Cordova-Buckley como Julia Ramos

### Participação
- Carlton Cuse como Oficial de Patrulha Rodoviária
- John Hainsworth como Jim Blackwell
- Antonio Cayonne como Bruce Herman

## Produção

### Elenco
Em junho de 2016, a showrunner Kerry Ehrin confirmou o retorno de Kenny Johnson como Caleb Calhoun para a temporada final, em entrevista ao Deadline Hollywood. No mês seguinte, foi anunciado que Rihanna havia sido escalada para o papel icônico de Marion Crane. Em setembro de 2016, Isabelle McNally se juntou ao elenco da série, retratando o papel de Madeleine Loomis, uma jovem que se parece com Norma. Nesse mesmo mês, Brooke Smith se juntou ao elenco como xerife Jane Greene. Em janeiro de 2017, Austin Nichols foi escalado para o papel de Sam Loomis, um papel de destaque no material de origem e na adaptação do filme. Nesse mesmo mês, o retorno de Ryan Hurst como Chick Hogan foi relatado. Em março de 2017, foi revelado que o produtor executivo da série Carlton Cuse apareceria como um policial atrás de Marion Crane. Nesse mesmo mês, Natalia Cordova-Buckley se juntou ao elenco como Julia Ramos, uma advogada.

### Filmagens
Freddie Highmore foi escolhido para escrever um episódio para a temporada, além de dirigir um episódio, marcando sua estreia na direção. Max Thieriot e Nestor Carbonell também foram convocados para dirigir um episódio para a 5ª temporada.
A produção da temporada começou em 16 de setembro de 2016. A série filmou suas cenas finais no Bates Motel, construído especialmente em Aldergrove, em 25 de janeiro de 2017, e a produção começou no dia seguinte. Carbonell filmou suas cenas finais como xerife Alex Romero em 27 de janeiro de 2017. As filmagens foram oficialmente encerradas em 31 de janeiro de 2017. Em fevereiro de 2017, o exterior do Bates Motel situado em Aldergrove foi posteriormente demolido.

## Episódios
| N.º na série | N.º na temp. | Título                                                          | Dirigido por       | Escrito por                                                                  | Exibição original       | Audiência (milhões) |
| --- | ------------ | --------------------------------------------------------------- | ------------------ | ---------------------------------------------------------------------------- | ----------------------- | ------------------- |
| 41 | 1            | "Dark Paradise" "(Paraíso Negro)" (BR)                          | Tucker Gates       | Kerry Ehrin                                                                  | 20 de fevereiro de 2017 | 1.34                |
| Faz dois anos desde a morte de Norma. Norman agora está morando sozinho e administrando o Motel Bates. Ele fica com sua alucinação, "Mãe", que ele acredita ter falsificado a morte dela para o resto do mundo, enquanto ele secretamente mantém o corpo preservado de Norma no porão. Enquanto isso, Dylan e Emma estão morando em Seattle agora casadas com uma filha pequena e desconhecem a morte de Norma. Caleb aparece, para o estresse de Dylan, então Emma pede a Caleb para ir embora por causa de Dylan. De volta a White Pine Bay, Romero está na prisão cumprindo uma sentença de cinco anos e é negada a liberdade condicional. Romero envia um assassino para matar Norman, mas Norman o mata. Norman conhece Madeleine Loomis, uma jovem proprietária de loja de ferragens que se parece com Norma. Enquanto "Mãe" e Norman jogam o corpo do assassino em um lago, o telefone do homem toca, Norman atende e ouve a voz de Romero. |              |                                                                 |                    |                                                                              |                         |                     |
| 42 | 2            | "The Convergence of the Twain" "(A Convergência do Twain)" (BR) | Sarah Boyd         | Steve Kornacki & Alyson Evans                                                | 27 de fevereiro de 2017 | 1.28                |
| Norman visita Romero na prisão para provocá-lo. Mais tarde, Romero briga com outro prisioneiro e é enviado para a enfermaria. Norman sai para um jantar marcado por Madeleine e seu marido Sam, que a está traindo. "Mãe" segue Norman e pergunta por que ele está jantando com uma garota que se parece com ela. Enquanto isso, Caleb retorna a White Pine Bay, procurando Norma, mas descobre que Norma se suicidou mais de um ano antes. Ele cai de dor no túmulo dela. Mais tarde, ele e Chick brigam em um bar. Caleb diz que sabe que Norman matou Norma, porque ela nunca se suicidaria, e promete se vingar. Ele volta para a casa de Bates e descobre o cadáver congelado de Norma no porão. Norman, vestido como "Mãe", ataca Caleb. Chick testemunha isso, chocado. |              |                                                                 |                    |                                                                              |                         |                     |
| 43 | 3            | "Bad Blood" "(Sangue Ruim)" (BR)                                | Sarah Boyd         | Tom Szentgyorgyi                                                             | 6 de março de 2017      | 1.28                |
| Caleb acorda e se vê acorrentado no porão da casa dos Bates. Norman, como "Mãe", o visita para contar sua história. Isso faz com que Caleb lentamente perca a cabeça. Chick, agora ciente da condição mental de Norman, permanece em casa para descobrir mais coisas para escrever um romance de crime verdadeiro baseado em Norman. Madeleine admite para Norman que seu casamento está conturbado, e eles se tornam amigos. Enquanto isso, Romero recebe uma transferência, após sua luta na prisão. Ele escapa da custódia, e em seguida é baleado enquanto tentava roubar um carro de uma fazenda. "Mãe" insiste que Norman deve matar Caleb, pois ela não pode fazê-lo. Norman liberta Caleb, mas "Mãe" o persegue na estrada, onde um Chick distraído o acerta acidentalmente com seu carro. |              |                                                                 |                    |                                                                              |                         |                     |
| 44 | 4            | "Hidden" "(Escondido)" (BR)                                     | Max Thieriot       | Torrey Speer                                                                 | 13 de março de 2017     | 1.25                |
| Caleb morre após o acidente e Chick se livra do corpo. A nova delegada é informada sobre Jim Blackwell pular a condicional e questiona Norman, já que Blackwell tinha o endereço da casa dele. Enquanto isso, o fugitivo Romero cuida dos ferimentos de bala antes de aparecer na casa de Maggie Summers. Chick tenta se mudar para a casa dos Bates, apenas para ser recusado por Norman, que não acha que Chick estar lá seja uma boa ideia. Norman e "Mãe" continuam a discutir, pois Norman quer ter controle sobre sua própria vida. Madeleine convida Norman para jantar em sua casa, já que Sam está fora da cidade, e eles começam a se beijar. "Mãe" aparece e Norman visualiza Madeleine com a garganta cortada. Ele volta para casa chamando por "Mãe", que não está lá. |              |                                                                 |                    |                                                                              |                         |                     |
| 45 | 5            | "Dreams Die First" "(Os Sonhos Morrem Primeiro)" (BR)           | Nestor Carbonell   | Kerry Ehrin & Erica Lipez                                                    | 20 de março de 2017     | 1.36                |
| Norman acorda na manhã seguinte e não encontra sinal de sua mãe. A xerife Greene faz uma visita a Norman, informa que Romero pode ir atrás dele. Em Seattle, Dylan explica a Emma por que ele decidiu cortar o contato com Norma, revelando que Norman está doente e que a mãe de Emma desapareceu após o check-in no motel. Emma depois descobre que Norma está morta. Em Seattle, a amante de Sam Loomis, Marion Crane, foge depois de roubar US $ 400.000 de seu chefe; Madeleine confronta Sam sobre seu caso. Em outro lugar, Norman encontra seu antigo terapeuta, Dr. Edwards, e se depara novamente com a realidade de que Norma está morta e ele assume a personalidade dela. Ele visita o White Horse Bar e fica confuso quando os clientes o reconhecem na noite anterior. Um homem tenta seduzi-lo e Norman tem um flashback de "Mãe" e o homem fazendo sexo. Em pânico, ele foge para casa no momento em que Marion chega ao Motel Bates. |              |                                                                 |                    |                                                                              |                         |                     |
| 46 | 6            | "Marion" "(Marion)" (BR)                                        | Phil Abraham       | Carlton Cuse & Kerry Ehrin                                                   | 27 de março de 2017     | 1.30                |
| Norman cumprimenta Marion no motel. Ao mesmo tempo em Seattle, Emma informa Dylan sobre a morte de sua mãe. Depois que Norman e Marion jantam juntos, Norman a espia enquanto se despe para o banho. Mais tarde, ele revela a ela que Sam é casado. Quando Marion vê Sam e Madeleine discutindo em sua casa, ela quebra as janelas do carro com raiva e volta ao motel. "Mãe" tenta convencer Norman a matar Marion, mas Norman, sem vontade de fazer isso, revida e força Marion a sair do motel antes que ele possa machucá-la, salvando sua vida. Marion deixa a cidade quando Sam aparece em seu quarto. Ele decide tomar banho enquanto a espera. Quando "Mãe" compara Sam ao pai de Norman, Norman esfaqueia Sam até a morte no chuveiro. |              |                                                                 |                    |                                                                              |                         |                     |
| 47 | 7            | "Inseparable" "(Inseparável)" (BR)                              | Steph Green        | História por : Freddie Highmore & Erica Lipez Roteiro por : Freddie Highmore | 3 de abril de 2017      | 1.26                |
| "Mãe" e Norman descartam o corpo de Sam, embora Norman não queira mais alucinar a "Mãe". A xerife Greene revela que o corpo de Jim Blackwell foi encontrado. Norman enterra o corpo congelado de Norma na floresta, caso a polícia investigue sua casa. Dylan chega na casa dos Bates e diz que Norman deveria ter lhe contado sobre a morte de Norma, e deixá-lo ajudá-lo, pois ele vê que Norman está doente. Dylan descobre que o Dr. Edwards está desaparecido e presume-se morto, embora Norman tenha dito que ele se encontrou com ele. Dylan conhece Madeleine, que está preocupada com a falta de Sam. Dylan pergunta a Norman sobre Sam e o encoraja a tomar sua medicação, mas "Mãe" assume Norman e tenta matar Dylan. Norman intervém, gritando que Dylan é seu irmão, e Dylan, em choque, o observa lutar com ele mesmo. Norman voltando a si, disca 911 e confessa o assassinato de Sam. |              |                                                                 |                    |                                                                              |                         |                     |
| 48 | 8            | "The Body" "(O Corpo)" (BR)                                     | Freddie Highmore   | Erica Lipez                                                                  | 10 de abril de 2017     | 1.23                |
| Norman está ansioso para ser preso, e parar de ver a "Mãe". Ele é interrogado e recebe o remédio, mas "Mãe" o força a vomitar e assume o controle total dele. "Mãe" culpa Madeleine pelo assassinato de Sam e diz que Norman confessou o assassinato por ter uma queda por ela. Dylan consegue uma advogada e explica que Norman não é um criminoso nem uma pessoa má - ele é doente mental e precisa de uma instituição mental. O corpo da mãe de Emma também é encontrado e identificado no lago, confirmando a suspeita de Dylan sobre Norman matá-la. Romero volta para a propriedade de Bates e encontra Chick, que instalou sua escrivaninha na casa. Chick é morto por Romero depois de zombar dele e de toda a situação. O corpo de Sam é encontrado em seguida, e Norman, com "Mãe" ainda no controle, é acusado de três assassinatos. |              |                                                                 |                    |                                                                              |                         |                     |
| 49 | 9            | "Visiting Hours" "(Horas de Visita)" (BR)                       | Olatunde Osunsanmi | Scott Kosar                                                                  | 17 de abril de 2017     | 1.22                |
| A advogada de Norman sugere entrar com um pedido de insanidade, pois ele pode ser morto se condenado. Emma chega para ver Dylan, mas não tem certeza se os dois conseguirão seguir em frente quando Dylan ficar do lado de seu irmão. Depois de ver as evidências apresentadas na audiência de Norman, Madeleine pergunta a Dylan como ele pode viver consigo mesmo depois de saber que Norman estava doente e ainda o deixando fazer o que fez. Emma decide voltar para casa, mas não antes de ir ver Norman. Ela imediatamente percebe que ele está na persona de "mãe" e pede que ela diga ao verdadeiro Norman que ela sente falta dele. Romero descobre onde Norman está e força os oficiais a libertá-lo. Ele força Norman a entrar no carro e ordena que ele os leve ao corpo de Norma. |              |                                                                 |                    |                                                                              |                         |                     |
| 50 | 10           | "The Cord" "(O Cordão)" (BR)                                    | Tucker Gates       | Carlton Cuse & Kerry Ehrin                                                   | 24 de abril de 2017     | 1.41                |
| "Mãe" leva Romero ao corpo de Norma e, quando Romero lamenta, Norman o golpeia e atira nele com sua própria arma. Antes de Romero morrer, ele diz a Norman que ele nunca será capaz de escapar do fato de que ele matou sua própria mãe. "Mãe" diz a Norman que, com Romero morto e agora que ele realmente sabe a verdade - que ele a matou - não há mais nada para protegê-lo, e ela o deixa para sempre. Incapaz de lidar com isso, a mente de Norman regride para quando eles se mudaram para o motel. Sob essa ilusão, ele leva o corpo de Norma de volta para casa e convida Dylan para jantar. Dylan não informa a polícia. Em vez disso, armado com uma arma, ele vai. Depois de ver o cadáver de Norma na mesa de jantar, Dylan implora a Norman que enfrente a realidade, mas Norman não está disposto a viver sem a mãe. Dylan é forçado a atirar fatalmente quando Norman tenta acertá-lo com uma faca. Norman morre nos braços de Dylan e agradece a Dylan por deixá-lo se reunir com Norma na morte. O motel e a casa são vendidos, e Dylan e Emma têm uma vida feliz junto com a filha. |              |                                                                 |                    |                                                                              |                         |                     |

## Recepção

### Resposta da crítica
A temporada recebeu críticas positivas dos críticos de televisão.  Recebeu 81 de 100 do Metacritic, com base em 8 avaliações, indicando "aclamação universal". O site agregador de críticas Rotten Tomatoes informou que 8 em 8 respostas críticas foram positivas, com média de 100% da classificação.

## Audiência
No geral, a quinta temporada do Bates Motel teve uma média de 1,29 milhão de espectadores, com uma classificação de 0,5 na faixa demográfica 18-49.
| №  | Título                         | Exibição original       | Rating/share (18–49) | Audiência (em milhões) | DVR (18–49) | Audiência em DVR (milhões) | Total (18–49) | Audiência total (em milhões) |
| -- | ------------------------------ | ----------------------- | -------------------- | ---------------------- | ----------- | -------------------------- | ------------- | ---------------------------- |
| 1  | "Dark Paradise"                | 20 de fevereiro de 2017 | 0.5                  | 1.34                   | 0.5         | 1.19                       | 1.0           | 2.53                         |
| 2  | "The Convergence of the Twain" | 27 de fevereiro de 2017 | 0.4                  | 1.28                   | N/A         | N/A                        | N/A           | N/A                          |
| 3  | "Bad Blood"                    | 6 de março de 2017      | 0.5                  | 1.28                   | 0.5         | 1.31                       | 1.0           | 2.60                         |
| 4  | "Hidden"                       | 13 de março de 2017     | 0.4                  | 1.25                   | 0.6         | 1.38                       | 1.0           | 2.63                         |
| 5  | "Dreams Die First"             | 20 de março de 2017     | 0.5                  | 1.36                   | 0.5         | 1.35                       | 1.0           | 2.71                         |
| 6  | "Marion"                       | 27 de março de 2017     | 0.5                  | 1.30                   | 0.6         | 1.38                       | 1.1           | 2.68                         |
| 7  | "Inseparable"                  | 3 de abril de 2017      | 0.4                  | 1.26                   | 0.6         | 1.40                       | 1.0           | 2.65                         |
| 8  | "The Body"                     | 10 de abril de 2017     | 0.4                  | 1.23                   | 0.6         | 1.34                       | 1.0           | 2.57                         |
| 9  | "Visiting Hours"               | 17 de abril de 2017     | 0.4                  | 1.23                   | 0.5         | 1.33                       | 0.9           | 2.56                         |
| 10 | "The Cord"                     | 24 de abril de 2017     | 0.5                  | 1.41                   | 0.4         | N/A                        | 0.9[A]        | N/A                          |

- A ↑  Os dados do Cable Live +3 são usados aqui, pois o Live +7 não foi disponibilizado.